# Listă cu figuri retorice
Datorită originii retoricii în Grecia și Roma antică, această listă cu figuri retorice utilizează frecvent cuvinte grecești și latine ca termeni tehnici. Această pagină explică termenii retorici folosiți în mod obișnuit, în ordine alfabetică. Definițiile scurte de aici sunt menite să servească drept referință rapidă, mai degrabă decât o discuție aprofundată.

## A
- Acumulare – exagerarea și sumarizarea punctelor sau insinuărilor anterioare prin laude excesive sau acuzații.
  - exemplu:"A subliniat o serie întreagă de greșeli, evidențiind fiecare detaliu în parte."

- Acțiune – canonul #5 în lista canoanelor retorice a lui Cicero; legat tradițional de retorica orală, referindu-se la modul în care este prezentat un discurs (inclusiv tonul vocii și gesturile nonverbale, printre altele).
  - exemplu:"Prezentarea sa a inclus gesturi expresive și variate în ton."

- Afereza (gr. aphairesis, lat. remotio „îndepărtare”, „înlăturare”) - figură de stil de nivel fonologic (de sunet) care exprimă căderea unui fonem sau a unui grup de foneme în poziția inițială.
  - exemplu: "Convins ca voi el este-n nălțimea-i solitară."

- Argument ad personam – respingerea unui argument atacând caracterul, motivele sau alte atribuții ale persoanei care îl face, în loc de conținutul argumentului în sine.
  - exemplu: "A atacat direct caracterul vorbitorului în loc să răspundă la argument."

- Alegoria (fr. allégorie, din latinescul de origine greacă allegoria = „vorbire figurată”) - figură de stil de nivel lexico-semantic care folosește metafora într-o expunere narativă sau pentru a descrie plastic o idee abstractă.

- Aliterație – folosirea unei serii de două sau mai multe cuvinte care încep cu aceeași literă.
  - exemplu: "În grădina verde, gingașele ghiocei gângureau."

- Aluzia (fr. allusion, din lat. allusio = „glumă, joacă”) - figură de stil de nivel sintactic care constă dintr-un segment sintactic folosit pentru a evoca ori sugera un eveniment, personaj, replică din documentul istoriei, folclorului, mitologiei, literaturii.

- Amfibolie – o propoziție care poate fi interpretată în mai multe feluri datorită unei structuri ambigue.
  - exemplu: "Am citit cartea a doua oară și m-am întrebat dacă înțelesul ei este același."

- Amplificare – actul și mijloacele de extindere a gândurilor sau afirmațiilor pentru a crește efectul retoric, a adăuga importanță sau a profita la maximum de un gând sau circumstanță.

- Anacenoza – vorbitorul își întreabă audiența sau opozanții pentru opinia lor sau răspunsul la punctul în discuție.
  - exemplu: "Și acum, care este părerea voastră despre acest subiect?"

- Anadiploză – repetarea ultimului cuvânt dintr-o propoziție sau frază pentru a începe următoarea.
  - exemplu: "Credința adâncă aduce putere, puterea aduce responsabilitate."

- Analogie – folosirea unui caz sau exemplu similar pentru a argumenta un punct.

- Anafora – cuvintele sau expresiile sunt repetate la începutul succesiv al mai multor propoziții, versuri sau fraze, pentru a crea un impact și a evidenția anumite idei.
  - exemplu: "Iubește-mă când râd, iubește-mă când plâng, iubește-mă mereu."

- Anastrofă – inversiunea ordinii naturale a cuvintelor.

- Anecdotă – o narativă scurtă care descrie un eveniment interesant sau amuzant.

- Antanaclază – o figură de stil care implică un joc de cuvinte, constând în folosirea repetată a aceluiași cuvânt, fiecare dată cu sensuri diferite.

- Anticlimax – o scădere abruptă de la un subiect elevat la unul banal sau vulgar.

- Antimetabola – repetarea a două cuvinte sau fraze scurte, dar în ordine inversă pentru a stabili un contrast.

- Antinomie – două idei despre același subiect care pot fi dezvoltate către o concluzie logică, dar aceste concluzii se contrazic una pe cealaltă.

- Antistrofă – repetarea ultimului cuvânt în fraze succesive.

- Antiteză – juxtapunerea ideilor contrastante în cuvinte, fraze sau structuri gramaticale echilibrate sau paralele.

- Antonomazie – substituția unui epitet pentru un nume propriu.

- Apofază – negarea aparentă a ceva ca mijloc implicit de a afirma.

- Aporie – o declarație de îndoială, făcută în scop retoric și adesea simulată.

- Aposiopesis – este o figură de stil în care o propoziție este lăsată neterminată sau este întreruptă brusc, adesea pentru a crea suspans sau pentru a sugera că vor urma gânduri nespuse.
  - exemplu: "Dacă mă prindeai cu mâna în traforaj, eu... nu pot să mă gândesc la consecințele astea."

- Apostrof – o figură de stil constând într-o întoarcere bruscă a textului către o adresă exclamativă către o persoană imaginară sau un lucru.

- Aretă – virtute, excelentă de caracter, calități ce ar fi inherente unui „lider natural”, o componentă a ethos-ului.

- Discurs argumentativ – discurs caracterizat prin argumente avansate pentru a susține concluzii.

- Argumentum ad baculum – soluționarea unei probleme prin apel la forță.

- Ars dictaminis – arta de a scrie scrisori, introdusă și predată în perioada medievală retorică.

- Asonanță – cuvinte care repetă același sunet vocal.

- Asyndeton – omiterea deliberată a conjuncțiilor care ar fi folosite în mod normal.  
  - exemplu: "Veni, vidi, vici."

- Audiență – reală, imaginară, invocată sau ignorată, acest concept este în centrul intersecțiilor compunerii și retoricii.

- Aureație – utilizarea termenilor latinici și polisilabici pentru a „ridica” dicționarul.

- Auxeză – a plasa cuvinte sau expresii într-un anumit ordin pentru efectul climactic.

- Axiome – punctul de plecare al raționamentului științific; principii care nu sunt puse sub semnul întrebării.

## B
- Barbarism – folosirea unui cuvânt, expresie sau pronunție non-standard într-o limbă, în special unul considerat greșit din punct de vedere prescriptiv în morfologie.

- Bathos – un apel emoțional care, în mod neintenționat, evocă râsul sau ridicolul.

- Belles lettres – opere scrise considerate de calitate pentru că sunt plăcute simțurilor.

- Brevitas – exprimare concisă.

## C
- Cuvânt la modă – un cuvânt sau o frază folosită pentru a impresiona sau care este populară.

- Canon – un termen utilizat pentru a discuta operele literare semnificative sau standardele într-un anumit domeniu, cum ar fi "canonul literaturii române".

- Captatio benevolentiae – orice dispozitiv literar sau oral care încearcă să câștige bunăvoința ascultătorului sau cititorului la începutul unei discuții sau lucrări.

- Catacreză – utilizarea inexactă a unui cuvânt sau a unei expresii în locul unui alt cuvânt adecvat pentru a crea o metaforă neobișnuită sau forțată.
  - exemplu: "Înfrunzi oceanul de cunoștințe."

- Carismă – atributul unei persoane care permite cuvintelor sau acțiunilor sale să fie puternic influențatoare și captivante pentru alții.

- Chiasmus – o figură de stil în care cuvintele sau sintagmele sunt repetate într-o secvență inversată pentru a crea un efect de oglindire sau echilibru.
  - exemplu: "Învățăm din plăcere și din plăcere învățăm."

- Chreia – o anecdotă sau o zicală scurtă care implică o figură cunoscută și servește ca exemplu moral sau de învățătură.

- Circumlocuțiune – utilizarea unui număr mare de cuvinte pentru a exprima un concept simplu sau pentru a evita să folosești un termen direct.

- Clasicism – o mișcare sau o perioadă de reînviere a interesului pentru valorile, stilurile și formele artistice ale antichității clasice.

## D
- Deconstructivare – analizarea artefactelor de comunicare prin examinarea înțelesului lor și a presupunerilor asociate, cu scopul de a determina conotațiile sociale și sistemice din spatele structurii lor.

- Decorum – adecvarea stilului la subiect, adesea împărțită în stilul grandios, stilul mediu și stilul de jos.

- Deductivă – trecerea de la o ipoteză generală pentru a deduce ceva specific despre acea ipoteză.

- Delectare – a încânta; văzută de Cicero ca una dintre cele trei datorii ale unui orator.

- Diacopa - este o figură de stil care constă în repetarea unui cuvânt sau a unei expresii după unul sau mai multe cuvinte intermediare.
  - exemplu: "Cred că poți reuși, cred în tine cu toată inima."

- Dialectică – un termen definit diferit de Aristotel și Petrus Ramus, printre alții; în general, înseamnă utilizarea comunicării verbale pentru a ajunge la un acord asupra unui subiect.

- Dispoziție – etapa de planificare a structurii și secvenței ideilor; adesea denumită aranjament, a doua dintre cele cinci canoane retorice ale lui Cicero.

- Dissoi logoi – argumente contradictorii.

- Docere – a învăța; văzută de Cicero ca una dintre cele trei datorii ale unui orator.

- Doxa – o credință comună sau opinie populară, de obicei contrastată cu episteme ('cunoaștere').

- Dramatism – o teorie dezvoltată de Kenneth Burke, conform căreia lumea este o scenă unde toți oamenii prezenți sunt actori; pentada dramatistică se centrează în jurul a cinci concepte: act, scenă, agent, agenție și scop.

- Disfemism – un termen cu conotații negative pentru ceva în realitate destul de inofensiv sau inofensiv.

## E
- Ecphonesis – o propoziție formată dintr-un singur cuvânt sau o frază scurtă care se încheie cu punctul exclamativ.

- Elocvență – vorbire fluentă, elegantă, persuasivă și energică, care își propune să convingă o audiență.

- Elipsă – suprimarea cuvintelor auxiliare pentru a da expresiei o vivacitate sau o forță mai mare.

- Elocuție – etapa de elaborare a formulării unui text, utilizând gramatica corectă și dicția adecvată.

- Enalaj – schimbarea formelor gramaticale în scopuri expresive.
  - exemplu: "Echipa noastră suntem cei mai buni."

- Entimemă – un tip de argument bazat pe presupunerile comune între un retor și publicul său.

- Epanalepsis – o figură de stil în care același cuvânt sau frază apare atât la început, cât și la sfârșitul unei propoziții.
  - exemplu: „Timpul trece, dar rămâne același timp.”

- Epideictic – retorică ceremonială, cum ar fi cea găsită într-un discurs funerar sau de victorie.

- Epistemologie – studiul filosofic orientat spre înțelegerea modului în care oamenii dobândesc cunoștințe.

- Epiforă – o succesiune de propoziții, fraze sau enunțuri care se termină toate cu același cuvânt sau grup de cuvinte.
  - exemplu: „A fost un timp al speranței, un timp al schimbării. Am luptat pentru dreptate, am visat la schimbare. Tot ce ne dorim este o adevărată schimbare.”

- Epitet – un termen utilizat ca înlocuitor descriptiv și calificativ pentru numele unei persoane, locuri sau lucruri.

- Epizeuxis – figură de stil care constă în repetarea imediată a unui cuvânt sau a unei expresii, fără alte cuvinte intercalate între ele. 
  - exemplu: "Ridică-te! Ridică-te și luptă pentru visul tău!"

- Eristică – comunicarea cu scopul de a câștiga argumentul, indiferent de adevăr.

- Erotemă – întrebare retorică; o întrebare la care nu se așteaptă un răspuns.

- Ethos – o apel retoric la o audiență bazată pe credibilitatea vorbitorului/scrisului.

- Ethopoeia – actul de a intra în caracterul altei persoane pentru a transmite mai vivid sentimentele și gândurile acelei persoane.

- Elogiu – un discurs sau o scriere în laudă unei persoane, în special a unei persoane care a decedat recent sau s-a retras.

- Eufemism – un termen sau o expresie inofensivă, circumlocutorie sau circumstanțială pentru ceva neplăcut sau obscen.

- Exemplum – citarea unui exemplu, fie veridic, fie fictiv.

- Exordiu – porțiunea introductivă a unei oratorii.

## F
- Fabulă – o poveste scurtă alegorică.

- Facilitas – capacitatea de a improvisa limbajul oral sau scris eficient pentru a se potrivi oricărei situații.

- Figura etimologică – repetarea a două termeni etimologic legați.

- Retorică forensică – vorbirea într-o sală de judecată.

## G
- Glosofobie – frica de a vorbi în public, denumită adesea anxietate de vorbire în contexte non-psihiatrice.

- Stilul grandios – un stil de retorică notabil pentru utilizarea limbajului figurativ și capacitatea sa de a evoca emoții.

## H
- Hendiadă – folosirea a două substantive legate printr-o conjuncție pentru a exprima o singură idee complexă.
  - exemplu: "Eu am cunoscut pe omul acela și zgârcenia lui."

- Hermeneutică – fundamentele teoretice ale interpretării textelor, de obicei religioase sau literare.

- Heteroglosie – utilizarea unei varietăți de voci sau stiluri într-o singură operă literară sau context.

- Homeoteleuton – o figură de stil unde cuvintele adiacente sau paralele au terminații similare într-un vers sau o propoziție. Autorii o folosesc adesea pentru a evoca muzicalitate sau pentru a da ritm frazei.

- Humblebrag – o afirmație care se pretinde a fi modestă, dar de fapt conține o laudă.

- Hypallage – un dispozitiv literar care inversează relația sintactică a două cuvinte.

- Hyperbaton – o figură de stil în care cuvintele care în mod natural aparțin împreună sunt separate pentru accentuare sau efect.

- Hyperbolă – o figură de stil în care accentul este pus prin exagerare, independent sau prin comparație.

- Hypophora – când un vorbitor întreabă cu voce tare ce au de spus adversarii săi sau ce ar avea de spus împotriva lui, și apoi răspunde la întrebare.

- Hypsos – scriere măreață sau demnă, uneori numită sublimă; tema lui Longinus în "Despre sublim".

- Hysteron proteron – un dispozitiv retoric în care primul cuvânt cheie al ideii se referă la ceva care se întâmplă temporal mai târziu decât al doilea cuvânt cheie; scopul este de a atrage atenția asupra ideii mai importante prin plasarea ei prima.

## I
- Ideologie – un mod de a înțelege mediul extern al unei persoane.

- Ignoratio elenchi – o concluzie care este irelevantă.

- Imitatio – practica de a emula, adapta, reface și îmbogăți un text sursă de către un autor anterior.

- Institutio Oratoria – principii educaționale și retorice descrise și prescrise într-un tratat de Quintilian.

- Inventio – descris de Cicero ca procesul de determinare a "argumentelor valide sau aparent valide", primul dintre cele cinci canoane retorice ale sale.

- Ironie – un contrast deliberat între sensul indirect și cel direct pentru a atrage atenția asupra opusului.

- Isocolon – o serie de fraze cu structură corespunzătoare și lungime egală.

## J
- Jargon – limbaj foarte tehnic folosit de un anumit grup.

## K
- Kairos – "sincronizare" sau "circumstanțele potrivite".

## L
- Litotă – afirmarea unui lucru pozitiv prin negarea opusului; o formă de subestimare, ca în "Nu sunt indiferent la dificultățile tale".

- Logos – apeluri retorice bazate pe logică sau raționament.

- Logologie – studiul termenilor teologici specifici, nu pentru a descoperi adevărul sau falsitatea afirmației, ci pentru a înțelege de ce a fost ales acel cuvânt anume.

## M
- Maximă – "O zicală inspirată din viață, care arată concis fie ceea ce se întâmplă, fie ceea ce ar trebui să se întâmple în viață, de exemplu: 'Orice început este dificil.'"

- Meioză – o figură de stil eufemistică ce subestimează intenționat ceva sau implică faptul că este mai puțin semnificativ sau important decât este în realitate.

- Memorie – descrisă de Cicero ca "prinderea fermă în minte a materiei și cuvintelor," al patrulea dintre cele cinci canoane retorice ale sale.

- Mesodiploza – repetarea unui cuvânt sau grup de cuvinte în mijlocul unor propoziții succesive.

- Metaforă – o figură de stil în care un cuvânt care se aplică în mod normal unui lucru este folosit pentru a desemna altceva, pentru a crea o imagine mentală.

- Metonimie – o figură de stil care înlocuiește un cuvânt sau o frază cu altul cu care este strâns asociat.

## N
- Narațiune – povestirea, implicând elementele timpului, locului, actorului, acțiunii, cauzei și modului.

- Noemă – discurs care este deliberat subtil sau obscur.

- Non sequitur – o afirmație care nu are nicio legătură cu contextul precedent.

## O
- Onomatopee – cuvinte care imită sunetele, obiectele sau acțiunile la care se referă, de exemplu "zumzet", "văicăreli", "țârâit".

- Omiletică – aplicarea principiilor generale ale retoricii la arta specifică a predicării publice.

- Orator – un vorbitor public, mai ales unul care este elocvent sau priceput.

- Oxymoron – termeni opuși sau contrarii combinați pentru a sublinia un punct.

## P
- Panegiric – un discurs public formal, rostit pentru a lăuda pe cineva sau ceva.

- Paradeigma – un argument creat printr-o listă de exemple care duce la o idee generalizată probabilă.

- Paradiastole – redescrierea unui subiect, de obicei într-o lumină mai favorabilă.

- Paradox – o afirmație aparent absurdă sau auto-contradictorie.

- Paralipsis – o formă de apofazie prin care un vorbitor introduce un subiect negând că ar trebui discutat. Vorbește despre cineva sau ceva prin pretinderea că nu va face acest lucru.

- Paralelism – corespondentă, în sens sau construcție, a clauzelor sau pasajelor succesive.

- Sintaxă paralelă – repetarea structurilor de propoziții similare.

- Paraprosdokian – o propoziție în care a doua parte ia o întorsătură neașteptată.

- Parataxie – folosirea juxtapoziției frazelor scurte și simple pentru a conecta ideile, în loc de conjuncții explicite.

- Paranteză – un cuvânt, clauză sau propoziție explicativă sau calificativă inserată într-un pasaj, care nu este esențială pentru sensul literal.

- Parodie – imitație comică a ceva sau a cuiva.

- Paronimie – un joc de cuvinte, adesea pentru efect umoristic.

- Pathos – apelul emoțional la un public într-un argument; unul dintre cele trei dovezi ale lui Aristotel.

- Perifrază – substituirea a mai multor cuvinte atunci când unul ar fi suficient; de obicei pentru a evita folosirea acelui cuvânt specific.

- Personificare – o figură de stil care atribuie caracteristici umane obiectelor neînsuflețite sau reprezintă o persoană absentă ca fiind prezentă.

- Petitie – într-o scrisoare, o anunțare, cerere sau solicitare.

- Phronesis - înțelepciune practică; bun simț.

- Pistis - elementele necesare pentru a induce un judecată adevărată prin enthymeme, adică pentru a oferi dovezi pentru o afirmație.

- Pleonasm - utilizarea mai multor cuvinte decât sunt necesare pentru a exprima o idee.

- Poliptoton - repetarea unui cuvânt sau a unei rădăcini în diferite cazuri sau inflexiuni în cadrul aceleași propoziții.

- Polisemie - capacitatea unui cuvânt sau a unei fraze de a avea mai multe înțelesuri.

- Polisindeton - utilizarea repetată a conjuncțiilor într-o propoziție, în special atunci când acestea nu sunt necesare.

- Postmodernism - un domeniu de cercetare preocupat de fundamentele ideologice ale presupunerilor comune.

- Pragmatism - abordare bazată pe considerații practice și percepția imediată, excluzând argumentele morale și etice.

- Sandwich de laudă - oferirea de critici împreună cu laude.

- Priamelă - o serie de alternative comparate care servesc drept contraste pentru adevăratul subiect al unei poezii.

- Procatalepsie - în argumentație, vorbitorul răspunde obiecțiilor posibile ale adversarului înainte ca acestea să fie făcute.

- Progymnasmata - o serie de exerciții retorice preliminare care au început în Grecia antică și au continuat în timpul Imperiului Roman.

- Prosopopee - vorbirea ca altcineva sau ca ceva.

- Pronuntiatio - livrarea unui discurs sau a unui argument într-o manieră adecvată subiectului și stilului, menținând controlul asupra vocii și corpului.

- Protreptic - potențialul de a convinge prin limbaj.

## R
- Repetiția - repetarea unui cuvânt pentru a accentua un punct.

- Retorica - studiul și practica exprimării eficiente; de asemenea, un tip de discurs, concentrat pe obiectivele unui discurs sau a unui text care încearcă să influențeze mintea publicului.

- Întrebarea retorică - o întrebare adresată pentru a sublinia un punct, în loc de a solicita un răspuns direct.

## S
- Salon - adunare intelectuală într-un cadru aristocratic; asociată în principal cu Franța în secolele XVII și XVIII.

- Scholasticism - studiu retoric al creștinismului care a fost prominent intelectual în Europa de Vest în secolele XI–XV, accentuând conceptele retorice ale lui Aristotel și căutând adevărul universal.

- Scientism - aplicarea presupunerilor științifice asupra subiectelor care nu sunt complet naturale. (Richard M. Weaver)

- Semantica - studiul filozofic al limbajului care se ocupă cu legătura sa cu percepțiile realității.

- Semiotica - ramură a semanticei care se ocupă cu limbajul și comunicarea ca sistem de simboluri.

- Sensus communis - credințele și valorile fundamentale ale unei societăți.

- Sententia - aplicarea unei adevăruri generale unei situații prin citarea unui maxim sau a unei ziceri ca concluzie sau rezumat al acelei situații.

- Similitudine - o figură de stil care compară lucruri diferite, implicând o asemănare între ele, de exemplu, „A intrat în luptă cu trupul ca cel mai puternic taur, în fervoare ca cel mai feroce leu.” (Rhetorica ad Herennium)

- Solecism - utilizarea ignorantă a timpurilor, cazurilor și genurilor.

- Sofiști - considerați primii profesori profesioniști de oratorie și retorică (Grecia antică secolul IV î.Hr.).

- Spin - actul de a concura pentru a insufla un sens în punctele de agendă pentru publicuri alese.

- Spoonerism - schimbarea deliberată sau involuntară a sunetelor sau morfemelor între două cuvinte dintr-o frază, creând un nou sens.

- Sprezzatura - abilitatea de a părea că s-a folosit un efort minim pentru a atinge succesul; arta de a arăta că cineva este capabil să înșele. (Baldessare Castiglione)

- Studia humanitatis - studii umaniste considerate indispensabile în educația din perioada Renașterii; retorică, poezie, etică, politică.

- Sillogism - un tip de argument valid care spune că dacă primele două afirmații sunt adevărate, atunci concluzia este adevărată. (De exemplu: Afirmația 1: Oamenii sunt muritori. Afirmația 2: Bob este o persoană. Prin urmare, Afirmația 3: Bob este muritor.) Inventat de Aristotel.

- Simbol - o reprezentare vizuală sau metaforică a unei idei sau concepte.

- Simploce - o figură de stil în care mai multe clauze succesive au aceleași cuvinte la început și la sfârșit.

- Sincrisis - confuzie în ordinea cuvintelor într-o propoziție.

- Synecdoche - o figură de stil în care o parte a unui obiect este folosită pentru a reprezenta întregul—de exemplu, „Sunt cincizeci de capete de vite.” sau „Arată un picior!” (comandă navală pentru a te ridica din pat = arată-te).

## T
- Tautologie– repetarea aceleași idei cu cuvinte diferite.

- Tehnică– o adevărată artă.

- Tehnobabble– utilizarea termenilor tehnici sau a jargonului pentru a câștiga un punct prin confuzie sau intimidare.

- Tmesis– separarea părților unui cuvânt compus cu un alt cuvânt (sau cuvinte) pentru a crea accent sau efecte similare.

- Topos– un tip specific de argument.

- Tricolon* – modelul a trei fraze paralele, frecvent întâlnit în scrierile occidentale după Cicero.

- Trivium– gramatică, retorică și logică, învățate în școlile din perioada medievală.

- Tropi– figuri de stil care utilizează un cuvânt în afara sensului său literal.

## Z
- Zeugma– o figură de stil în care un cuvânt se aplică la două alte cuvinte în sensuri diferite, iar în unele cazuri se aplică logic doar la unul dintre cele două cuvinte.